# مانويل رومو رودريغيز
مانويل رومو رودريغيز (بالإسبانية: Manuel Romo Rodríguez)‏ هو رسام مكسيكي، ولد في 1920، وتوفي في 1992.